# Sedilo
Sedilo (eventuell von lateinisch sedulus: fleißig) ist ein Ort im Norden der Provinz Oristano auf Sardinien mit 1931 Einwohnern (Stand 31. Dezember 2024).
Sedilo liegt 288 m s.l.m. und 10 km nordöstlich von Ghilarza am Nordufer des in den 1920er Jahren angelegten Stausees Lago Omodeo, der den Tirso staut.

## Ardia
Der Ort und die vier Kilometer außerhalb gelegene, architektonisch unbedeutende, in der heutigen Form erst 1789 erbaute Wallfahrtskirche Sant’Antine (Santuario di San Costantino) sind an jedem 6. und 7. Juli Schauplatz der S’Ardia (von Sa Guardia – die Wache), des bedeutendsten unter der Reiterfesten der Insel (neben der S’Ardia von Pozzomaggiore). Es ist aber nicht zu vergleichen mit dem weitaus größeren Palio von Siena, bei dem es um ein Pferderennen geht. Bei der wilden Jagd zwischen Dorf und Wallfahrtskirche in Sedilo, die fünfmal wiederholt wird, gilt es, verschiedenfarbige Reiterstandarten in seinen Besitz zu bringen. Am zweiten darauf folgenden Sonntag findet die S’Ardia der Armen im Laufschritt zu Fuß statt. Dieser Brauch ist seit dem späten 17. Jahrhundert nachgewiesen.
Das Fest von Sedilo wird in der Legende auf den römischen Kaiser Konstantin den Großen zurückgeführt, obwohl es archaischere Ursprünge zu haben scheint, denn ein Menhir (sard. Perda fitta) und Baityloi, vor der Dorfkirche San Giovanni Battista (Johannes der Täufer) aufgestellt (nach hierher versetzt), werden ebenfalls umrundet. Die Wallfahrtskirche ist hoch über dem Tirso in einem Gehege errichtet, das bereits in nuraghischer Zeit genutzt wurde. Sedilo ist der wichtigste von einigen Orten auf Sardinien, in welchen als einzigen in der gesamten römisch-katholischen Christenheit der genannte Kaiser als Heiliger gilt; ein später Ableger von 1921 findet sich in Pozzomaggiore. Dieser Kult wurde anscheinend nach der Rückeroberung Sardiniens von den Vandalen unter Kaiser Justinian I. im Jahre 534 aus dem griechischen Osten eingeführt und ist seit der Zeit um das Jahr 1000 bezeugt. In den östlichen, orthodoxen Kirchen wird Konstantin nämlich zusammen mit seiner Mutter Helena offiziell als Heiliger verehrt, dessen Festtag der 21. Mai ist. In der Wallfahrtskirche von Sedilo sind etliche Votivbilder im Stil der Volkskunst zu sehen, in denen Konstantin als Heiliger und Helfer in kritischen Lebenssituationen dargestellt ist; im Hauptaltar von 1669 erscheint er thronend zusammen mit dem heiligen Silvester und Helena. Diese singuläre Situation wurde im Zuge der großen Ausstellung in Trier zum 1700. Jahrestag der Machtergreifung Konstantins am 25. Juli 306, die im Jahr 2007 stattfand, erstmals einer breiteren Öffentlichkeit in Deutschland bekannt gemacht. Im Jahre 2010 wurde darüber ein Fernsehfilm im Sender Arte gezeigt.

## Umgebung
- Südwestlich des Ortes liegt die „Zona Archeologica“ von Iloi[2] mit Gigantengräbern der jüngeren Art, einigen Domus de Janas und einer Nuraghe.
- Die heilige Quelle von Puntanarcu befindet sich in S’Adde, etwa fünf Kilometer nördlich von Sedilo.